# Anisylacetat
Anisylacetat (4-Methoxybenzylacetat) ist eine organische chemische Verbindung aus der Gruppe der Carbonsäureester, die sich von Anisalkohol und Essigsäure ableitet. Anisylacetat bildet eine farblose bis gelbliche, stark lichtbrechende, blumig-fruchtig riechende, süß und leicht scharf schmeckende Flüssigkeit. Diese dient als Aromastoff sowie als Duftstoff.

## Vorkommen
Anisylacetat kommt in der Gewürzvanille (Vanilla planifolia) und in der Tahiti-Vanille (Vanilla tahitensis) vor.

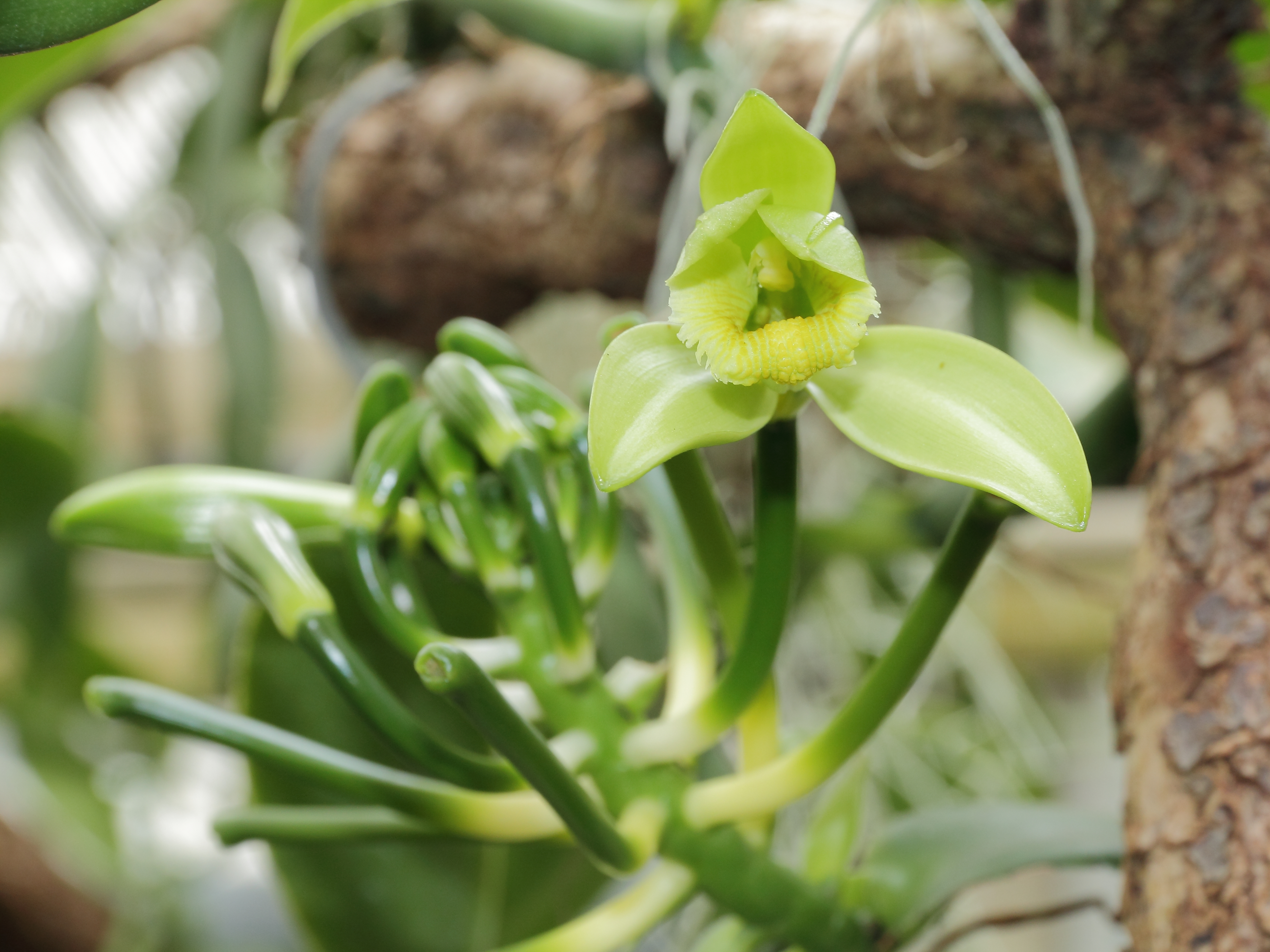
Gewürzvanille
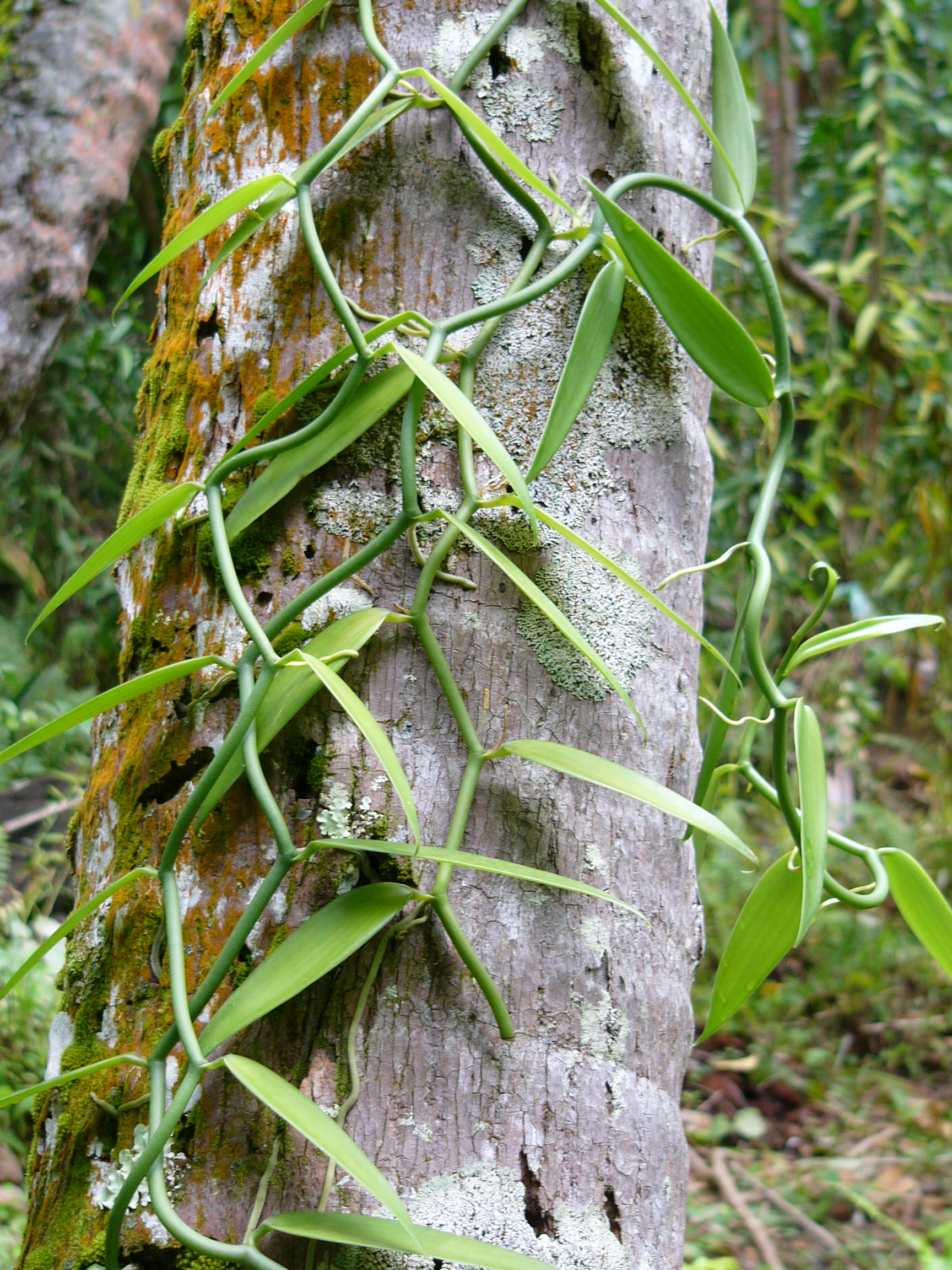
Tahiti-Vanille

## Herstellung
Anisylacetat kann durch Oxidation von 4-Methoxytoluol in Essigsäure hergestellt werden, wobei als Oxidationsmittel Blei(IV)-acetat, Cobalt(III)-acetat oder Mangan(III)-acetat dient. Auch die elektrochemische Oxidation von para-Methoxytoluol in Essigsäure ergibt Anisylacetat. Anisylacetat kann außerdem biotechnologisch durch einen designten Stamm von Escherichia coli ausgehen von Glucose produziert werden. Die Bildung verläuft über 4-Hydroxybenzoesäure, 4-Hydroxybenzylalkohol und 4-Methoxybenzylalkohol (Anisalkohol).

## Eigenschaften
Anisylacetat ist eine farblose bis gelbliche, stark lichtbrechende, blumig-fruchtig riechende, süß und leicht scharf schmeckende Flüssigkeit. Sie ist praktisch unlöslich in Wasser.

## Verwendung
Anisylacetat ist in der EU unter der FL-Nummer 09.019 als Aromastoff für Lebensmittel allgemein zugelassen. Die Verbindung hat einen intensiven fruchtig-blumigen Geruch und wird als Duftstoff eingesetzt, beispielsweise in Kosmetika und Reinigungsmitteln. Die weltweite jährliche Verwendungsmenge in diesem Bereich liegt in der Größenordnung 10 bis 100 Tonnen.

## Toxikologie
Die akute Toxizität der Verbindung ist gering. Der orale LD50-Wert bei Ratten wurde in einer Studie zu 2,25 g/kg Körpergewicht bestimmt, der dermale LD50-Wert bei Kaninchen zu über 5 g/kg. In Studien an Freiwilligen wurde bei Anwendung einer 20-prozentigen Lösung keine Hautreizung und bei verschiedenen Konzentrationen keine Sensibilisierung festgestellt. In Tierversuchen mit der unverdünnten Verbindung wurden mäßige Haut- und Augenreizungen festgestellt.